# Московський державний лінгвістичний університет
Московський державний лінгвістичний університет — вищий навчальний заклад у Москві. Найкращий виш Росії в галузі мовознавства.

## Факультети
- Факультет англійської мови
- Перекладацький факультет
- Факультет німецької мови
- Факультет французької мови
- Інститут міжнародних відносин та соціально-політичних наук
- Юридичний факультет
- Факультет інформаційної безпеки та управління інформацією
- Факультет заочного навчання
- Факультет по роботі з іноземними студентами
- Факультет безперервного навчання

## Відомі випускники
- Наталія Михайлівна Фірсова
- Дмитро Юрійович Петров
- Марія Василівна Шукшина
- Енвер Ходжа
- Сергій Васильович Баженов
- Кір Буличов
- Борис Юрійович Марчук
- Іван Вікторович Яковина